# Indie Brytyjskie na Letnich Igrzyskach Olimpijskich 1900
Indie Brytyjskie na igrzyskach w Paryżu były reprezentowane przez jednego lekkoatletę - Normana Pritcharda.

## Wyniki

### Lekkoatletyka
| Konkurencja             | Miejsce | Zawodnik         | Eliminacje | Eliminacje | Półfinał       | Półfinał       | Repasaż        | Repasaż        | Finał         |
| Konkurencja             | Miejsce | Zawodnik         | Wynik      | Miejsce    | Wynik          | Miejsce        | Wynik          | Miejsce        | Finał         |
| ----------------------- | ------- | ---------------- | ---------- | ---------- | -------------- | -------------- | -------------- | -------------- | ------------- |
| 60 metrów               | –       | Norman Pritchard | nieznany   | 3.         | nie rozgrywano | nie rozgrywano | nie rozgrywano | nie rozgrywano | nie awansował |
| 100 metrów              | –       | Norman Pritchard | 11,4       | 1.         | nieznany       | 3.             | (11,0)         | 2.             | nie awansował |
| 200 metrów              | 2.      | Norman Pritchard | nieznany   | 2.         | nie rozgrywano | nie rozgrywano | nie rozgrywano | nie rozgrywano | 22,8          |
| 110 metrów przez płotki | 5.      | Norman Pritchard | 16,6       | 1.         | nie rozgrywano | nie rozgrywano | nie rozgrywano | nie rozgrywano | nie ukończył  |
| 200 metrów przez płotki | 2.      | Norman Pritchard | 26,8       | 1.         | nie rozgrywano | nie rozgrywano | nie rozgrywano | nie rozgrywano | 26,6          |